# Carla Kogelman

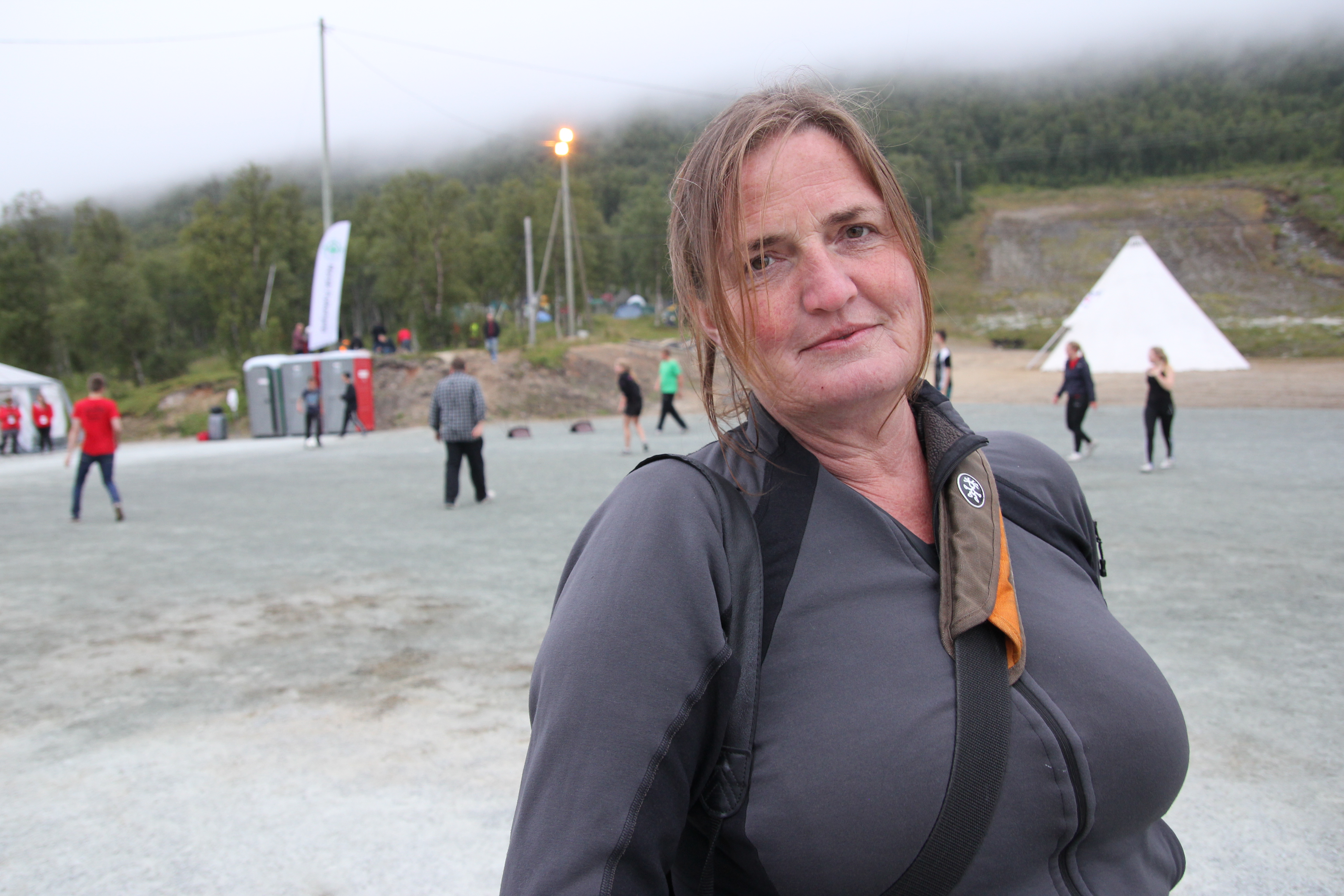
Carla Kogelman

Carla Kogelman (Raalte, 6 mei 1961) is een Nederlands fotografe.

## Biografie
Kogelman werd geboren in Raalte maar bracht een deel van haar jeugd door in Bornerbroek. Zij is ruim 25 jaar werkzaam in de theaterwereld en studeerde eind 2011 af aan de Fotoacademie in Amsterdam met als specialisatie reportage, documentair en portret. Haar zwart-witportretten zijn een illustratie van het dagelijks leven en hebben te maken met opgroeien, emotie en hoe mensen in het leven staan. Kogelman woont in Amersfoort.
Kogelman won verschillende prijzen, waaronder de Zilveren Camera 2011 (serie kunst, cultuur en entertainment), de PANL #21 Awards (eenmaal Gold en tweemaal Silver) en de SO2013 Award. Voor haar serie 'Ich Bin Waldviertel' (over het opgroeien van twee zusjes in een Oostenrijks dorpje) won ze in 2014 bij World Press Photo de eerste prijs in de categorie 'Observed Portrait'.

## Prijzen (selectie)
- 2015 - Sony World Photography Awards - shortlist category People
- 2014 - Pf Portfolioprijs 2014 - winner
- 2014 - Cortona on the Move - Happiness Award
- 2014 - World Press Photo 14 - 1st Prize People - Observed Portraits Stories
- 2013 - SO 2013 selection of dutch photography Award - GOLD
- 2012 - PANL Awards #21 - student work,1 x Gold, 2 × Silver
- 2012 - MAP Toulouse Festival 2012 - winner Man & Water
- 2012 - Publieksprijs Met het Oog Op Amersfoort 2011
- 2012 - Zilveren Camera 2011 - winnaar > serie kunst, cultuur en entertainment
- 2011 - PANL Awards #20 - student work Silver, lijst 2, nr 33

Eveneens werd Kogelman voor diverse fotoprijzen genomineerd.